# Lijst van gemeentelijke monumenten in Gouda
De lijst van gemeentelijke monumenten in Gouda is onderverdeeld in de volgende verschillende delen:

## Gouda
- A-M
- N-Z

### Centrum
- A-G
- H-Q
- R-Z

### Josephbuurt
- Josephbuurt